# نعناترنجی وحشی
مناردا فیستولسا (نام علمی: Monarda fistulosa) نام یک گونه از تیره نعناعیان است.